# 아르키메데스 성질
추상대수학에서 아르키메데스 성질(Ἀρχιμήδης性質, 영어: Archimedean property)이란 고대 그리스 수학자 아르키메데스의 이름을 딴 성질로서, 어떤 군, 체 또는 다른 대수 구조에서 성립하는 성질을 가리킨다. 간단하게 말하면, 대수적 집합 내에 무한히 크거나, 무한히 작은 원소가 없는 것을 의미한다.

## 정의

### 아르키메데스 전순서군
전순서를 가지는 군 G의 양의 원소 x, y가 있을 때, 모든 자연수 n에 대하여 nx가 y보다 작을 경우, x는 y에 대하여 무한소라고 한다. 즉, 모든 자연수 n에 대해 다음의 부등식이 항상 만족하는 경우이다.
{\displaystyle \underbrace {x+\cdots +x} _{n{\text{ terms}}}<y.}
이러한 조건을 만족하는 양의 원소 x, y 가 존재하지 않을 때, 군 G는 아르키메데스 성질을 가진다고 한다. 다시 말해서, 아무리 작은 원소라 하더라도 그것을 유한번 더해서 어떤 크기의 원소보다도 커질 수 있다면 아르키메데스 성질을 가지고 있다고 볼 수 있다.

### 아르키메데스 노름 체
값매김환과 노름 공간의 이론을 적용해서 정의할 수도 있다. F가 절댓값 함수를 가진다고 하자. 절댓값 함수는 다음과 같은 성질을 가진다.
- F의 원소 0에 대하여 실수 0에 대응한다.
- F의 0이 아닌 원소 x에 대하여 양의 실수 {\displaystyle |x|}에 대응한다.
- {\displaystyle |xy|=|x||y|}.
- {\displaystyle |x+y|\leq |x|+|y|}.

이러한 체 F에서 0이 아닌 모든 원소 x에 대하여 다음을 만족하는 자연수 n이 존재하면
{\displaystyle |\underbrace {x+\cdots +x} _{n{\text{ terms}}}|>1.\,}
F가 아르키메데스 성질을 가진다고 할 수 있다.
이와 유사하게, 노름 공간에서 0이 아닌 모든 벡터 x에 대하여, n이 충분히 크면 n차례 더해서 1보다 더 큰 노름을 가지게 만들수 있다면 아르키메데스 성질을 가진다고 할 수 있다. 절댓값을 가지는 체 또는 노름 공간은 아르키메데스 성질을 가지거나, 초거리 부등식
{\displaystyle |x+y|\leq \max(|x|,|y|)}
이 성립한다.
초거리 부등식을 만족시키는 체 또는 노름 공간은 비아르키메데스 성질을 가진다고 한다.

## 예
정수의 집합 {\displaystyle \mathbb {Z} }는 덧셈에 대하여 표준적인 아벨 군 구조를 가지며, 또한 표준적인 전순서를 갖는다. 이 구조에 대하여, 정수의 집합은 아르키메데스 성질을 만족시킨다.
유리수체 {\displaystyle \mathbb {Q} } 역시 전순서 아벨 군으로서 아르키메데스 성질을 만족시킨다. 즉, 임의의 자연수 {\displaystyle a,b\in \mathbb {N} }에 대하여, {\displaystyle na\geq b}를 만족하는 {\displaystyle n\in \mathbb {N} }이 존재한다. 마찬가지로, 실수체 {\displaystyle \mathbb {R} } 역시 아르키메데스 성질을 만족시킨다.
초실수체 {\displaystyle {}^{*}\mathbb {R} }는 아르키메데스 체가 아니다. 유한체의 경우, 전순서를 줄 수 없으므로 아르키메데스 순서체로 만들 수 없다.